# Rathaus Greifswald
Das Rathaus von Greifswald stammt aus dem 13. Jahrhundert. Es ist nach mehreren barocken Veränderungen weitgehend erhalten. Es befindet sich im Zentrum von Greifswald, direkt auf dem Marktplatz (zwischen Markt und Fischmarkt) des Stadtkerns in unmittelbarer Nähe des Doms St. Nikolai im Stil der Backsteingotik.

## Geschichte

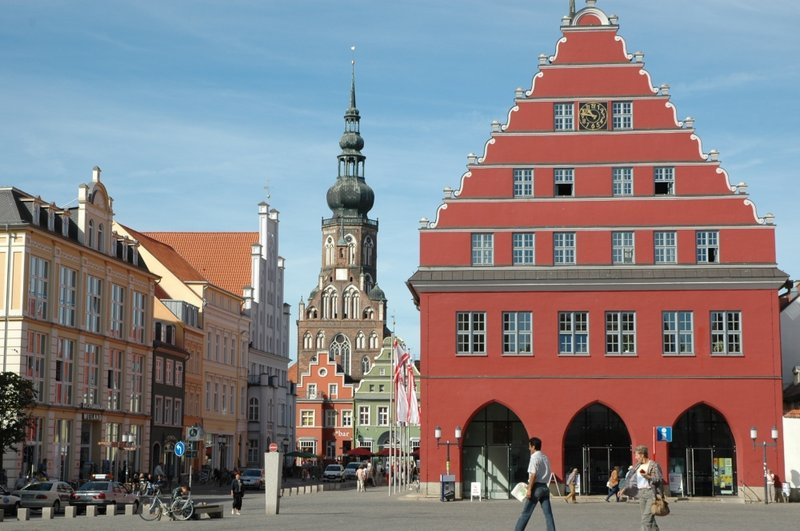
Greifswalder Markt (Westseite) mit Rathaus. Im Hintergrund der Dom St. Nikolai

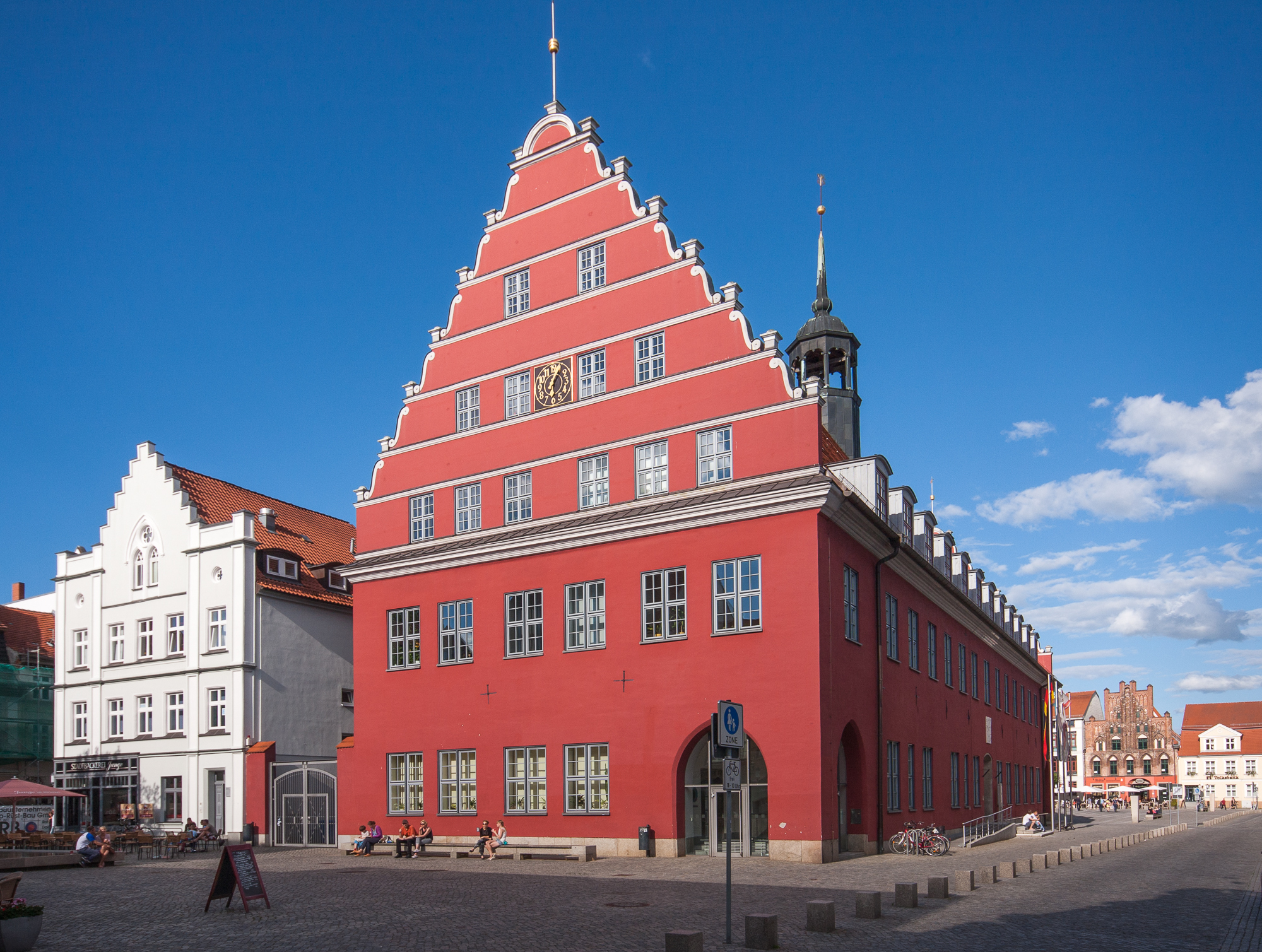
Die Rückseite des Rathauses am Fischmarkt

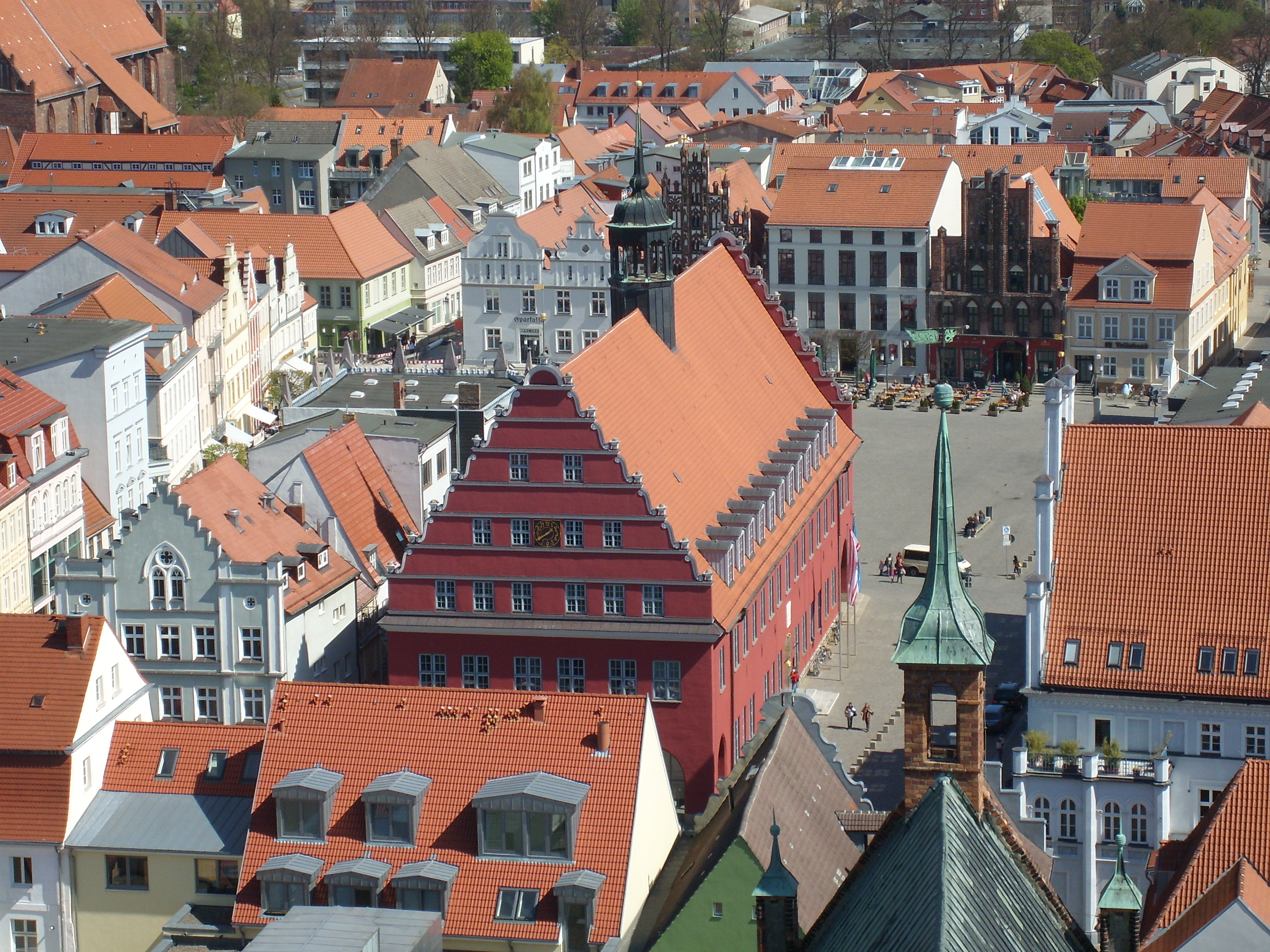
Blick auf das Rathaus vom Dom, im Vordergrund der Fischmarkt, im Hintergrund der Marktplatz

1241 erhielt Greifswald die Marktrechte. 1248 erstmals als Oppidum erwähnt, erhielt die Stadt 1250 das Lübische Stadtrecht verliehen.
Mitten auf dem in seinem Grundriss erhaltenen Markt entstand das Greifswalder Rathaus. Die Grundmauern des Rathauses stammen wahrscheinlich auch aus der Zeit um 1250. Aber erst 1349 wird ein Kophus an dieser Stelle erwähnt. 1551 wird erstmals das Radhus genannt. Seitdem fanden viele Veränderungen an dem Gebäude statt. 1713 brannte das Rathaus beim großen Stadtbrand aus. Bis 1738 wurde es wieder hergestellt und danach mehrfach verändert.
Der langgestreckte, verputzte, rote Backsteinbau hat 16 Fensterachsen. Die leicht geschweiften barockisierenden Giebelseiten haben seit 1724 über den beiden Grundgeschossen mehrere kräftige Gesimsgliederungen. Ursprünglich befanden sich an den Giebeln gotisch gewölbte, offene Hallen mit drei gotischen Toröffnungen, die jedoch inzwischen – zuletzt 1997 – geschlossen wurden.
Das steile Satteldach wird darüber mit einem offenen barocken Dachreiter abgeschlossen. Von hier läutet tagsüber einmal stündlich die Glocke. Der seitliche Durchgang zwischen der benachbarten Apotheke ist seit geraumer Zeit für den freien Durchgang geschlossen.
In der ehemaligen Ratsstube und späterem Trauzimmer ist der barocke Deckenstuck von Balthasar Braun von 1748 bemerkenswert und die inzwischen restaurierten gemalten Tapeten mit mythologischen Darstellungen von den Brüdern Holzerlanden von 1749. Das Kreuzrippengewölbe steht auf 7-eckigen Mittelpfeilern. Die Kellerräume dienen heute für Ausstellungen und Geselligkeiten.
Seit 1966 besitzt das Rathaus eine schwere Bronzetür, die vom Bildhauer Jo Jastram geschaffen wurde und ein Textfragment aus Brechts Kinderhymne enthält. Das Relief erinnert an die kampflose Übergabe Greifswalds an die Rote Armee am 29. April 1945.
Von 1996 bis 1997 wurde das Rathaus im Rahmen der Städtebauförderung umfassend saniert. Es erhielt nunmehr wieder seine kräftige mittelalterliche dunkelrote Farbe (ochsenblutrot) und wurde so zum „Roten Rathaus“.
Der allseitig umfassende Marktplatz wurde 1998/99 nach Plänen von Hinnerk Wehberg (Büro WES Hamburg) ebenfalls als großzügiger, hanseatisch schlichter Platz mit neuem Fischerbrunnen und Eckstelen erneuert.